# Landquart-Davos-Bahn

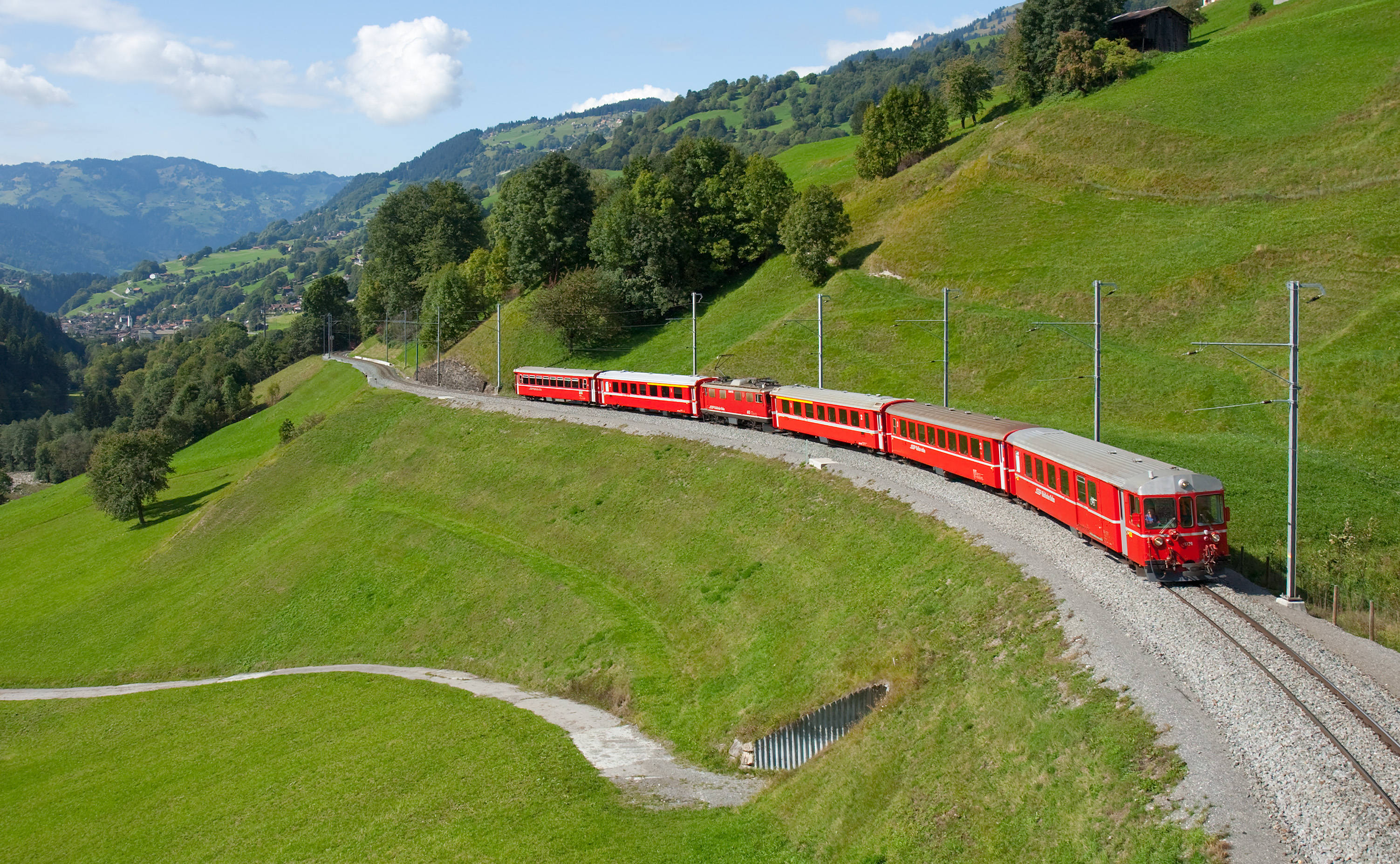
Trein op de spoorlijn Landquart - Davos, tussen Küblis en Saas

De spoorlijn Landquart - Davos is een Zwitserse spoorlijn tussen Landquart en Davos gelegen in Kanton Graubünden. Landquart–Davos-Bahn AG (afgekort: AD) was een Zwitserse spooronderneming op initiatief van de Nederlander Willem-Jan Holsboer.
Later werd dit traject onderdeel van de Rhätische Bahn.

## Geschiedenis
De Landquart–Davos AG werd op 7 februari 1888 opgericht door Willem-Jan Holsboer.
Oorspronkelijk wilde het bedrijf van Landquart naar Davos een tandradbaan inrichten om de steile gedeeltes van het bergtraject te overwinnen. Er was een variant met drie Spitzkehren (keerpunten waar de trein van rijrichting wisselt).
Beide varianten werden op grond van een onderzoek naar de tandrad- en spitzkehrvrije Gotthardspoorlijn verworpen. Bij de bouw werd besloten voor een pure adhesiespoorlijn met een Spitzkehre. Deze bevond zich in het station Klosters en werd later vervangen door een keertunnel.
De oorspronkelijk geplande normaalspoorlijn kon wegens de beperkte ruimte en hoge kosten niet gerealiseerd worden. De eerste spade ging op 29 juni 1888 de grond in.
Reeds in 1889 werd het traject van Landquart naar Klosters in bedrijf genomen en acht maanden later volgde het traject van Klosters naar Davos.
Op grond van verdere, eveneens door Holsboer voorgestelde plannen tot het exploiteren van spoorlijnen in andere regio’s van het Kanton Graubünden, werd de naam van de Schmalspurbahn Landquart–Davos AG in 1895 veranderd in Rhätische Bahn (RhB).